# Остготське королівство
Остготське королівство (італ. Regno ostrogoto), Готське королівство (лат. Regnum Gothorum),  Італійське королівство (лат. Regnum Italiae) — у 493-553 роках монархічна держава германського племені остготів, які після залишення української Готії та поневірянь оселилися в Північній Італії. Заснована королем Теодоріхом Великим із роду Амалів, нащадком легендарного Германаріха, правителя української Готії. Постала на основі володінь германців-федератів під проводом Одоакра, який усунув останнього західноримського імператора Ромула Августула.
Досягло найбільшої слави за часів короля-засновника: окрім усієї Італії, підкорило землі Південної Галії на заході й Далмації на південному сході. Керувалося гото-римськими королями (лат. Gothorum Romanorumque rex). Столиця розташовувалася в Равенні. Панівною релігією було християнство — готи сповідували переважно аріанство, а їхні піддані римляни — халкедонське християнство. Зберігала більшість суспільно-політичних інституцій Західної Римської імперії.
У 535 році вступило у війну зі Східною Римською імперією за володіння Італією, яка закінчилася поразкою готів і знищенням королівства. Частина готів увійшла до складу Лангобардського королівства, інша частина — перебралася до іншого готського королівства в Іспанії.

## Історія

### Передісторія
Остготи — східна гілка племені готів. Вони осіли й встановили свою владу в провінції Дакія, але наприкінці IV століття потрапили під панування гунів, при цьому зберігши свою політичну організацію. Після смерті Аттіли почався розпад держави гунів, остготи здобули незалежність. При імператорі Маркіані велика кількість остготів оселилося в провінції Паннонія на правах федератів, але через те, що імператор Східної Римської імперії Лев I Макелла не платив платню остготам, останні напали й розорили провінцію Іллірія та уклали союз з Гензеріхом для нападу на Візантію. У 461 році між остготами та Східною Римською імперією було укладено мир, в результаті якого Теодоріх Амал, син Теодемера Амала, був посланий заручником у Константинополь, де отримав римську освіту. Після цього протягом декількох років багато готів служили Римській імперії і мали сильний військовий і політичний вплив.
До середини V століття Західна Римська імперія та її цінності переживали сильний занепад.
У 476 році відбулося заміщення влади останнього романського імператора Ромула.

### Королівство Одоакра
У 476 році Одоакр, германський magister militum, скинув римського імператора Ромула Августа й оголосив себе Rex Italiae (Цар Італії). У 477 році Флавій Зенон визнав Одоакра патрицієм і римським намісником. Одоакр зберіг римську адміністративну систему, активно співпрацював з римським Сенатом. У 477 році йому вдалося вигнати вандалів із Сицилії, а в 480 року, після смерті Юлія Непота, завоювати Далмацію.

### Завоювання Італії готами
У 488 році імператор Зенон звинуватив Одоакра в підтримці заколотника Іллуса й уклав угоду з Теодоріхом. За угодою, Теодоріх, у разі перемоги над Одоакром, ставав правителем Італії як представник імператора.
Восени 488 року Теодоріх зі своїми воїнами (приблизно 100 000) виступив з Мезії, пройшов через Далмацію і, перейшовши Альпи, вступив до Італії в кінці серпня 489 року. Перше зіткнення з армією Одоакра сталося біля річки Ізонцо 28 серпня. Одоакр був розбитий і відступив до Верони, де через місяць стався новий бій, що закінчився перемогою Теодоріха. Одоакр втік до своєї столиці Равенни, а більша частина його війська здалася готам.
У 490 році Одоакр почав нову кампанію проти Теодоріха. Йому вдалося взяти Медіолан і Кремону та обложити головні сили готів у Павії. Проте після цього в розбрат втрутилися вестготи. Одоакру довелося зняти облогу Павії, а 11 серпня 490 року зазнав нищівної поразки на річці Адда, знову втік до Равенни, після чого Сенат і більшість міст Італії оголосили про підтримку Теодоріха.
Готи почали облогу Равенни, але, не маючи флоту, вони не могли блокувати її з моря, тому облога сильно укріпленого міста затягнулася. Тільки в 492 році готи побудували флот і змогли захопити гавань Равенни, повністю блокуючи місто. Шість місяців по тому почалися переговори з Одоакром. Угода була досягнута 25 лютого 493 року, Теодоріх і Одоакр погодилися розділити Італію між собою, однак на бенкеті, яким відзначили цю подію, Теодоріх убив Одоакра (15 березня), за цим послідувало винищення воїнів і прихильників Одоакра. З цього моменту Теодоріх став одноосібним правителем Італії.

### Правління Теодоріха
Подібно Одоакру, Теодоріх вважався патрицієм і намісником імператора в Італії, що було визнано новим імператором Анастасієм у 497 році. Однак фактично він був незалежним правителем.
Після завоювання Італії адміністративна система, що існувала в королівстві Одоакра, збереглася, при цьому державні посади займали виключно римляни. Римський Сенат продовжував працювати, будучи значною мірою дорадчим органом. Закони імперії збереглися, за ними жило римське населення, на готів поширювалося їхнє власне племінне право. З іншого боку, служба у війську та заняття військових посад були виключно справою готів.
Готи оселилися головним чином на півночі Італії й трималися відособлено від римського населення. Цьому сприяла відмінність їхньої віри: готи були аріанами, тоді як римляни — нікейцями. Однак, на відміну від вестготів і вандалів, остготи відрізнялися релігійною терпимістю.

## Державний устрій

### Королі
- Теодоріх Великий (Thiudoric) 489—526
- Аталаріх (Atthalaric) 526—534
- Амаласунта (королева-регент) (Amalasuntha) 526—534
- Теодагад (Thiudahad) 534—536
- Вітіґес (Wittigeis) 536—540
- Ільдебад (Hildibad) 540—541
- Ераріх (Heraric, Ariaric) 541
- Тотіла (Baduila) 541—552
- Тейя (Theia, Teja) 552—553

## Релігія
- Готська церква святої Агати